# Bia Nunnes
Beatriz Alexim Nunes (Rio de Janeiro, 4 de abril de 1958), mais conhecida como Bia Nunnes, é uma atriz brasileira.

## Biografia
Nascida em 1958, é filha do escritor, dramaturgo, humorista, compositor e criador de programas do período de ouro do rádio e da TV brasileira Max Nunes, compositor de "Bandeira Branca" grande sucesso de Dalva de Oliveira, e irmã da também atriz Maria Cristina Nunes. Seu avô, Lauro Nunes, que se subscrevia com o pseudônimo de Terra de Sena, foi um dos mais importantes tradutores e humoristas da primeira metade do Século XX.
Bia iniciou sua carreira artística no teatro ainda adolescente, pelas mãos de Maria Clara Machado, no Teatro Tablado, onde realizou mais de dez peças da autora, sendo agraciada com o prêmio Mambembe de melhor atriz.
Dona de um estilo de humor muito pessoal, Bia ficou nacionalmente conhecida pelas suas atuações cômicas como no programa Viva o Gordo, sucesso de Jô Soares na Rede Globo no início da década de 1980. Nessa mesma década, estreou como protagonista na novela Amor com Amor Se Paga, de Ivani Ribeiro, em 1984.
Parceira de Miguel Falabella, ela teve destaque na primeira novela assinada por ele e Maria Carmem Barbosa em 1996, Salsa e Merengue.
A atriz desenvolveu carreira também no teatro, destacando, dentre outras, as peças:  Doce Deleite, com Marco Nanini, Os Monólogos da Vagina com Zezé Polessa e Vera Setta. A Verdade, com Diogo Vilela e Carolina Gonzales. Já dividiu a cena com Marília Pêra,  Laura Cardoso, Marco Nanini, Ney Latorraca, Ary Fontoura, Diogo Vilela, Arlete Salles, Miguel Falabella, Osmar Prado, Jorge Fernando, Wolf Maya e Aderbal Freire Filho, entre outros grandes nomes de prestígio do teatro brasileiro.
Bia estreou no cinema no filme O Cavalinho Azul, de Eduardo Escorel, em 1984. No ano seguinte foi convidada por Júlio Bressane para o belo Brás Cubas,  obra prima do cineasta sobre a clássica personagem de Machado de Assis. Bia se encaixou como uma luva na proposta estética de Júlio Bressane e acabou atuando em mais importantes filmes do cineasta: Sermões, a História de Antônio Vieira, Miramar e São Jerônimo.
Em 2009, a atriz apresenta-se em Portugal com a peça Humor a Vapor, da qual também é produtora. Trata-se de uma comédia que mostra também a influência do teatro português e de revista no Brasil desde décadas passadas. Durante os 75 minutos da peça, Bia Nunnes divide o palco com Beto Coville, ator que trabalha no Brasil e em Portugal, onde mora há muitos anos. A dupla, vive casais em situações inusitadas. Dirigido pelo autor e diretor Fernando Bérdi, com quem Bia Nunnes é casada desde 1982. Humor a Vapor baseia-se em textos e músicas dos humoristas Artur Azevedo, Max Nunes e Luís Fernando Veríssimo, com texto final da autoria da atriz e do diretor do espectáculo.
Em 2011, Bia esteve em cartaz com a peça Igual a Você, ao lado de Camila Morgado e Anderson Müller e em grande tourné. No mesmo ano, esteve no elenco da novela Aquele Beijo, de Miguel Falabella. Mantém neste 2025, sua Produtora de Teatro e de Áudio Visual em permanente atividade.

## Filmografia

### Televisão
| Ano     | Título                | Personagem                                              | Notas                                                       |
| ------- | --------------------- | ------------------------------------------------------- | ----------------------------------------------------------- |
| 1976–80 | Planeta dos Homens    | Várias personagens                                      |                                                             |
| 1978    | Ciranda Cirandinha    | Bel                                                     | Episódio: "O Momento da Decisão"                            |
| 1981–83 | Viva o Gordo          | Várias personagens                                      |                                                             |
| 1984    | Amor com Amor Se Paga | Elisa Corrêa                                            |                                                             |
| 1985    | Armação Ilimitada     | Eleni                                                   | Episódio: "Nas Malhas da Rede"                              |
| 1988–90 | Veja o Gordo          | Várias personagens                                      |                                                             |
| 1990–91 | A Escolinha do Golias | Dedê                                                    |                                                             |
| 1992    | Você Decide           | Vera                                                    | Episódio: "Coração Partido"                                 |
| 1995    | História de Amor      | Marta Xavier                                            |                                                             |
| 1996    | Salsa e Merengue      | Remédios Muñoz                                          |                                                             |
| 1998    | Meu Bem Querer        | Jacira Ferreira de Souza                                |                                                             |
| 2000    | O Cravo e a Rosa      | Dalva Lacerda Pinto                                     |                                                             |
| 2002    | Coração de Estudante  | Drª. Selma                                              | Episódios: "3–23 de setembro"                               |
| 2005    | A Lua Me Disse        | Adail Goldoni                                           |                                                             |
| 2008    | A Grande Família      | Carmem                                                  | Episódio: "De Veterinário e Louco, Todo Mundo Tem Um Pouco" |
| 2008    | Toma Lá, Dá Cá        | Lurdinha                                                | Episódio: "Em Pratos Limpos"                                |
| 2008    | Toma Lá, Dá Cá        | Lurdinha                                                | Episódio: "Errados pra cachorros"                           |
| 2008    | Negócio da China      | Matilde Fontanera                                       |                                                             |
| 2010    | A Vida Alheia         | Dalva                                                   | Episódio: "Porque Temos Fé"                                 |
| 2010    | Ti Ti Ti              | Madame Clérrie Benetazi                                 | Episódio: "8 de julho"                                      |
| 2011    | Aquele Beijo          | Damiana Barbosa (falsa) / Antônia de Cascadura (Toinha) |                                                             |
| 2013    | Pé na Cova            | Maria Isabel                                            | Episódio: "O Voo da Borboleta Monarca"                      |
| 2013    | Malhação Casa Cheia   | Marinalva                                               | Episódios: "16–23 de dezembro"                              |
| 2014    | Sexo e as Negas       | Leonor Canhoto                                          |                                                             |
| 2025    | Êta Mundo Melhor!     | Dona Dirce                                              | Episódio: "30 de julho"                                     |

### Cinema
| Ano  | Título                                | Papel         | Notas        |
| ---- | ------------------------------------- | ------------- | ------------ |
| 1984 | O Cavalinho Azul                      | Professora    |              |
| 1985 | Brás Cubas                            | —             |              |
| 1989 | Sermões, a História de Antônio Vieira | —             |              |
| 1997 | Miramar                               | Professora    | Participação |
| 1999 | São Jerônimo                          | Paula         |              |
| 2010 | Lápis-de-Cor'x                        | Iracema       |              |
| 2016 | Quando Chegar Minha Vez               | Genuína Cadmo |              |

## Teatro
| Ano     | Título                                | Direção                |
| ------- | ------------------------------------- | ---------------------- |
| 1968    | A Redoma de Cristal                   |                        |
| 1973    | O Sino de Madame Louise               |                        |
| 1974    | O Santuário da Quinta Alameda         |                        |
| 1975    | O Dragão                              | Maria Clara Machado    |
| 1976    | O Patinho Feio                        | Maria Clara Machado    |
| 1978    | Quem Matou o Leão?                    | Maria Clara Machado    |
| 1978    | A Visita da Velha Senhora             | Carlos Wilson          |
| 1979    | A Menina e o Vento                    | Marília Pêra           |
| 1980    | Platonov                              | Maria Clara Machado    |
| 1981    | Os Cigarros e os Formigas             | Maria Clara Machado    |
| 1985    | Batalha de Arroz Num Ringue Para Dois | Paulo Reis             |
| 1991    | Uma Noite com Valentim                | Fernando Becki         |
| 1992    | Coração Brasileiro                    | Miguel Falabella       |
| 1995    | Todo mundo sabe que todo mundo sabe   | Miguel Falabella       |
| 2000    | Capitania Hereditárias                | Miguel Falabella       |
| 2002    | Os Monólogos da Vagina                | Miguel Falabella       |
| 2007    | A Fala das Coisas                     | Pedro Paulo Rangel     |
| 2009    | Humor a Vapor                         | Fernando Berditchevsky |
| 2011    | Igual a Você                          | Ernesto Piccolo        |
| 2019-20 | A Verdade                             | Marcus Alvisi          |

## Prêmios e indicações
| Ano  | Premiação       | Categoria    | Premiação                 | Resultado |
| ---- | --------------- | ------------ | ------------------------- | --------- |
| 1978 | Troféu Mambembe | Melhor atriz | Quem Matou o Leão?        | Venceu    |
| 1981 | Troféu Mambembe | Melhor atriz | Os Cigarros e Os Formigas | Indicado  |